# میتسویی فادوسان

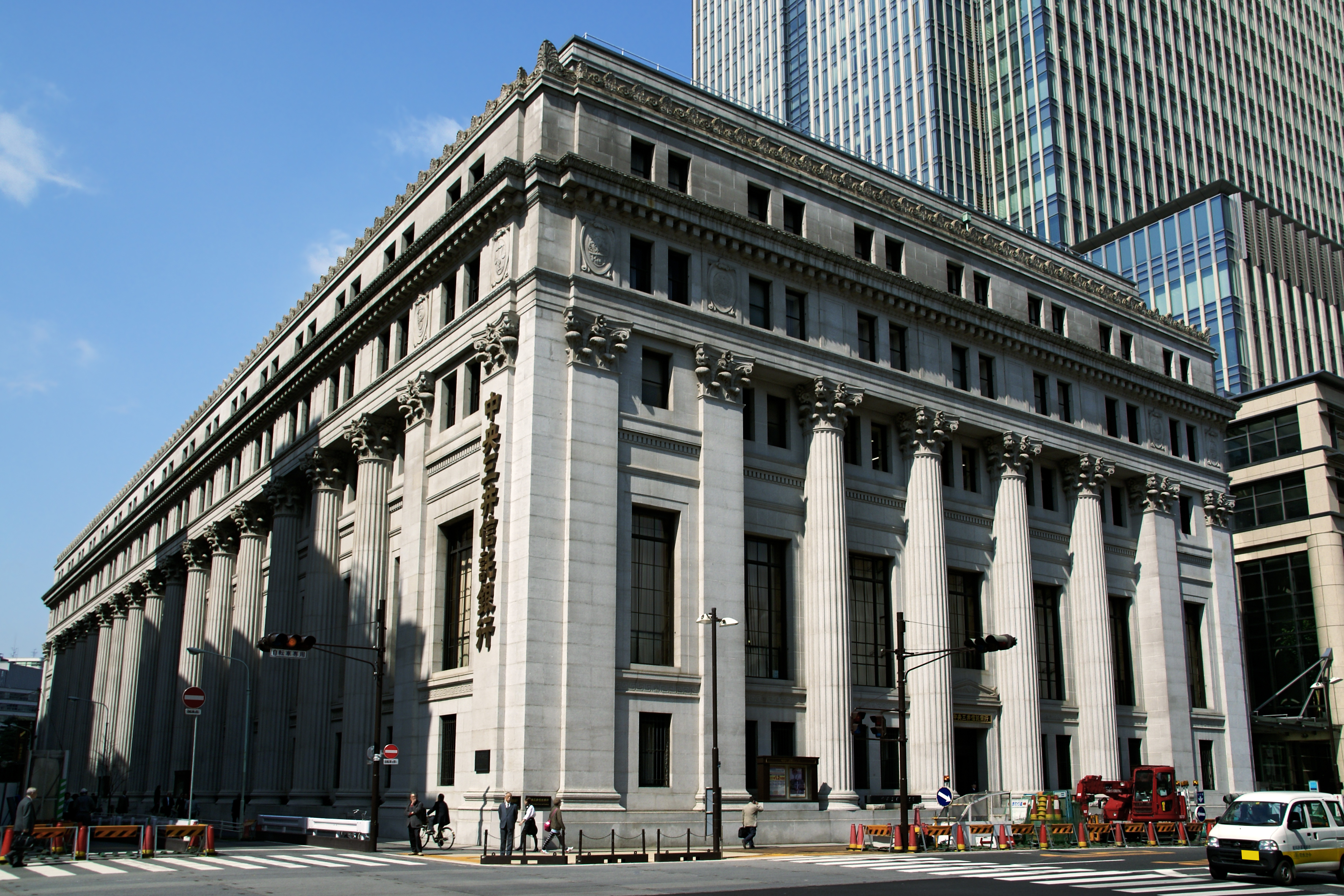
ساختمان مرکزی میتسویی فادوسان

میتسویی فادوسان (به ژاپنی: 三井不動産株式会社) شرکت املاک و مستغلات ژاپنی است، که در زمینه مدیریت املاک تجاری، سرمایه‌گذاری در ساخت‌وساز، توسعه زیرساخت‌های شهری و توسعه املاک و مستغلات فعالیت می‌کند. 
شرکت میتسویی فادوسان در سال ۱۹۴۱ توسط گروه میتسویی تأسیس شد. دفتر مرکزی این شرکت در شهر چوئو، توکیو، ژاپن قرار دارد و بخشی از سهام آن در بازارهای بورس توکیو و بورس اوساکا معامله می‌شود. سهامداران اصلی شرکت میتسویی فادوسان؛ بانک سومیتومو میتسویی، میتسویی اند کو. و میتسویی می‌باشند.